# Потье, Леон
Леон Потье (фр. Léon Potier; 1620 — 9 декабря 1704), герцог де Трем, 1-й герцог де Жевр, пэр Франции — французский государственный и военный деятель.

## Биография
Третий сын Рене Потье, герцога де Трема, и Маргерит де Люксембург.
Маркиз д'Аннебо, де Ганделю, де Фонтене-Марёй, и прочее.
Первоначально носил титул графа де Со.
5 марта 1644 получил роту в кавалерийском полку кардинала Мазарини, с которой участвовал во Фрайбургском сражении.
В битве при Нёрдлингене под ним были убиты две лошади, а сам он попал в плен. Вскоре ему удалось бежать. 30 сентября король дал Леону кавалерийский полк, вакантный после смерти маркиза де Бури.
В 1646 году был при взятии Куртре, Берг-Сен-Винока, Мардика, Фюрна, Дюнкерка. 18 июня получил пехотный полк своего брата, убитого под Леридой, и принял титул маркиза де Жевр. Также сменил его в качестве наследника должности капитана первой роты королевской гвардии (позднее рота Вильруа). 29 июля герцог Орлеанский назначил Леона бальи и губернатором Валуа. Король 15 декабря подтвердил это назначение.
4 января 1647 года произведён в лагерные маршалы, в кампанию того года участвовал в осадах и взятии Диксмёйде, Ла-Басе и Ланса.
В 1648 году принимал участие в осаде Ипра, битве при Лансе и взятии Фюрна.
В 1649 году участвовал в блокаде Парижа, взятии Шарантона, осадах Камбре и Конде.
В 1650 году участвовал в деблокировании Гюиза, осажденного испанцами. 12 декабря произведен в генерал-лейтенанты, принимал участие во взятии Ретеля и Ретельском сражении.
В 1651 году служил во Фландрской армии, державшей оборону. Наследник должностей губернатора и генерального наместника Мена, Перша и графства Лаваль (31.08, зарегистрирован Парламентом 7.09).
В 1652 году участвовал в оказании помощи Дюнкерку, в 1653 году во взятии Вервена, Музона и Сен-Мену, в 1654 году во взятии Бельфора, Стене, снятии испанской осады Арраса, возвращении Ле-Кенуа. В конце кампании его полк был распущен.
В 1655 году участвовал в осадах Ландреси, Конде, Сен-Гилена, в 1656 году — Валансьена, Ла-Капели, в 1657 году Сен-Венана, деблокировании Ардра, взятии Ла-Мот-о-Буа и Мардика, в 1658 году в осаде Дюнкерка, битве на Дюнах, взятии Берга, Диксмёйде, Фюрна, Гравелина, Ауденарде, Менена и Ипра.
В 1659 году служил во Фландрской армии до заключения мира.
В 1660 году совместно с отцом исполнял должность капитана гвардии. 11 апреля 1661 года распустил свой кавалерийский полк.
1 апреля 1669 отец отказался в его пользу от герцогского титула, и Леон стал называться герцогом де Жевр. Вместе с отцом отказался от чина капитана гвардии, и 28 апреля стал первым дворянином Палаты короля.
После смерти Рене Потье распоряжением, данным 15 февраля 1670 года в Сен-Жермен-ан-Ле, назначен наместником короля в Руанском бальяже и земле Ко, губернатором Понт-Одеме, капитаном королевских замков и охот в Монсо, Ла-Варенне, Мо и долинах, которые от них зависели. В июле 1670 года был возведён в достоинство герцога-пэра де Жевра.
В апреле 1671 года отказался от губернаторства в Мене.
13 февраля 1687 года, после смерти генерала Креки, был назначен в Версале губернатором Парижа, зарегистрирован Парламентом 10 апреля и сохранил этот пост до своей смерти.
31 декабря 1688 года был пожалован в рыцари орденов короля.
Герцог де Сен-Симон упоминает Леона Потье в рассказе о браке его отца:

…его сын, толстый герцог де Жевр, продал свою должность капитана королевской лейб-гвардии месье де Лозену и купил должность камергера, которая затем перешла к его потомкам вместе с должностью губернатора Парижа, полученной им после смерти герцога де Креки.— Герцог де Сен-Симон. Мемуары. 1691—1701. — М., 2007

## Семья
1-я жена (1651): Мари-Франсуаза-Анжелика дю Валь (ок. 1632—4 октября 1702 года), дочь и наследница Франсуа дю Валя и Сюзанны д'Оси де Монсо
Дети:
- Мари-Тереза (15.03.1654—9.11.1669)
- Франсуа-Бернар (15.07.1655—15.04.1739), герцог де Трем. Жена (15.06.1690): Мари-Мадлен-Луиза-Женевьева де Сегльер (1664—1702), дочь Жоашена де Сегльера, сеньора де Буафран и Сен-Уан, и Женевьевы Гедуэн де Туш
- Леон (15.08.1656—12.11.1744), архиепископ Буржский, кардинал
- Мари-Жанна-Фелис-Розали (20.09.1657—10.09.1740), называемая мадемуазель де Жевр, наследница своей тетки
- Сюзанна-Анжелика (р. 7.06.1659), монахиня-визитантка в парижском пригороде Сен-Жак
- Луи (19.11.1660—24.04.1689), маркиз де Ганделю, бригадир армий короля
- Шарль-Огюст (6.11.1662—15.04.1741), мальтийский рыцарь (23.05.1665), полковник полка Бассиньи (1684), наместник в бальяжах Кана и Ко, губернатор Понт-Одеме
- Франсуа (1665—18.07.1685), мальтийский рыцарь. Убит турками при штурме Корона
- Шарль, граф д'Аннебо. Ум. ребенком
- Мадлен-Арманда (р. 22.07.1667), назваемая мадемуазель де Фонтене, монахиня-визитантка в парижском пригороде Сен-Жак
- Шарлотта-Жюли (2.11.1669—3.01.1752), называемая мадемуазель де Марёй. Муж (7.1707): Шарль-Амеде де Брольи (ум. 1707), маркиз де Ренель

2-я жена (29.01.1703): Рене де Ромийе де Ла-Шенеле (ок. 1684—27.03.1742), дочь маркиза Луи де Ла-Шенеле, губернатора Фужера, и Элизабет-Габриели де Бельфорьер и Суайекур